# Le Rocher-Percé
Le Rocher-Percé ist eine regionale Grafschaftsgemeinde (französisch municipalité régionale de comté, MRC) in der kanadischen Provinz Québec.
Sie liegt in der Verwaltungsregion Gaspésie–Îles-de-la-Madeleine und besteht aus sechs untergeordneten Verwaltungseinheiten (drei Städte, zwei Gemeinden und ein gemeindefreies Gebiet). Die MRC wurde am 1. April 1981 gegründet, der Hauptort ist Chandler. Die Einwohnerzahl beträgt 17.282 (Stand: 2016) und die Fläche 3.076,80 km², was einer Bevölkerungsdichte von 5,6 Einwohnern je km² entspricht.

## Gliederung
Stadt (ville)
- Chandler
- Grande-Rivière
- Percé

Gemeinde (municipalité)
- Port-Daniel–Gascons
- Sainte-Thérèse-de-Gaspé

Gemeindefreies Gebiet (territoire non-organisé)
- Mont-Alexandre

## Angrenzende MRC und vergleichbare Gebiete
- La Côte-de-Gaspé
- Bonaventure